# Двуречный сельский округ
Двуре́чный се́льский о́круг (каз. Двуречный ауылдық округі) — административная единица в составе Есильского района Акмолинской области Республики Казахстан. Административный центр — село Двуречное.

## География
Сельский округ расположен в юге района, граничит:
- на северо-востоке со селом Аксай,
- на севере с Бузулукским сельским округом,
- на северо-западе с Каракольским сельским округом,
- на западе с Юбилейным сельским округом.
- на юге, юго-востоке, востоке с сельскими округами Жаркаинского района.

По территории округа проходит автомобильная дорога А-16 (с юга на север) протяжённостью около 40 км. Также проходит железная дорога «Есиль-Аркалык», имеется станция Приишимка (возле села Приишимка). Протекает река Ишим.

## История
По состоянию на 1989 год существовал Двуречный сельсовет (посёлок Двуречный, станция Приишимская) и Курский сельсовет (село Курское).
Постановлением акимата Акмолинской области и решением Акмолинского областного маслихата от 22 ноября 2019 года, Двуречный сельский округ был преобразован путём вхождения в его состав села Курское.

## Население
| Динамика численности населения | Динамика численности населения | Динамика численности населения | Динамика численности населения |
| 1989                           | 1999                           | 2009                           | 2021                           |
| ------------------------------ | ------------------------------ | ------------------------------ | ------------------------------ |
| 1 740                          | 1 660                          | 1162                           | 1 609                          |

## Состав
На данный момент в состав сельского округа входят 3 населённых пункта:
| № | Населённый пункт | Тип населённого пункта       | Население, 1989 | Население, 1999 | Население, 2009 | Население, 2021 |
| - | ---------------- | ---------------------------- | --------------- | --------------- | --------------- | --------------- |
| 1 | Двуречный        | село, административный центр | 1 431           | 1357            | 924             | 729             |
| 2 | Курское          | село                         | 1 156           | 1064            | 923             | 663             |
| 3 | Приишимка        | село                         | 309             | 303             | 238             | 217             |

## Экономика
Экономика округа имеет сельскохозяйственную направленность. Данную сферу представляют ТОО «Орловка» и 7 крестьянских хозяйств.
В животноводстве частного сектора на 1 января 2021 года насчитывается КРС — 355 голов, в том числе коров — 177, овец и коз — 266 голов, лошадей — 70 голов, свиней — 408 голов, птицы — 2990 голов.
В округе зарегистрировано 2 субъекта малого предпринимательства частных магазинов — 2.

## Объекты округа

### Объекты образования
В сельском округе функционирует 2 общеобразовательные основные школы ( КГУ «Общеобразовательная школа села Двуречное» в селе Двуречное и КГУ «Общеобразовательная школа села Курское» в селе Курское). В Двуреченском школе обучаются 117 школьников и работают 35 преподавателей. В Курском обучаются 105 школьников и работают 21 преподавателей. В обеих школах язык преподавания — русский.

### Объекты культуры
Имеется сельский клуб, на 350 мест. Состоит на балансе в районном Доме культуры.
В округе действует библиотека с книжным фондом — 11 980, из них на государственном языке — 4904 экземпляров.

## Коммунальные услуги
С 2020 года функционирует система водоснабжения в селе Двуречное и в селе Курское стоимостью 833 000 000 тенге, заказчиком объектов является ГУ «Отдел строительства Есильского района», в настоящее время системы водоснабжения были переданы на баланс Аппарата акима Двуреченского сельского округа.
По программе 250+ сотовая связь в селе Курское в 2020 году было установлено 3G, 2G + мобильный интернет, сотовая связь Aktiv Kcell.

## Управление

### Аким
Постановлением акима Есильского района Акмолинской области № 81л/с от 01 октября 2020 года на должность акима Двуречного сельского округа был назначен Жакупов Асат Сапаргалиевич (1991 года рождения).

### Местное самоуправление
За 2020 год поступили налоги в сумме 807,1 тысяч тенге:
- ИПН: 62,6 тыс. тенге,
- налог на транспорт с физических лиц: 737,3 тыс. тенге,
- земельный налог: 2,0 тыс. тенге,
- налог на имущество: 5,0 тыс. тенге.
- неналоговые поступления: 9,8 тыс. тенге[3].